# Lucifer on the Sofa
Lucifer on the Sofa é o décimo álbum de estúdio da banda de rock americana Spoon. Foi lançado em 11 de fevereiro de 2022 pela Matador Records. As sessões de gravação começaram no final de 2019 e aconteceram em estúdios entre Austin, Texas, e Los Angeles, Califórnia. Eles gravaram o album com Mark Rankin, com Justin Raisen e Dave Fridmann. As sessões de gravação continuaram até março de 2020, mas tiveram que ser adiadas devido a pandemia do Covid-19 nos Estados Unidos . Depois de finalizar o álbum em 2021, a banda lançou o primeiro single, "The Hardest Cut", em outubro daquele ano.

## Gravação
Spoon começou a trabalhar em um décimo álbum de estúdio no final de 2018 após sua turnê de apoio ao seu nono álbum, Hot Thoughts (2017). As sessões de gravação começaram ao final de 2019 no estúdio Public Hi-Fi do baterista Jim Eno, na cidade natal da banda Austin, Texas. O vocalista da banda, Britt Daniel, queria gravar em Austin. Ele escolheu a cidade em particular porque morou lá quando era jovem, e guardava muitas memórias e influências musicais para a banda. Lucifer on the Sofa é o primeiro álbum do Spoon a incluir os novos membros Gerardo Larios (guitarra) e Ben Trokan (baixo).
Para as sessões de gravação, a banda procurou replicar seu som como uma banda ao vivo, contrastando com a técnica de gravação usada para Hot Thoughts, após perceber que preferia o som das versões ao vivo em relação as gravações de estúdio. Daniel convidou Mark Rankin para produzir o álbum. Daniel estava satisfeito com o trabalho de produção de Rankin com Adele e Queens of the Stone Age, e o recrutou para co-produzir a música de 2019 "No Bullets Spent", que foi feita para ajudar a promover seu álbum de maiores sucessos, Everything Hits no at Once (2019). Spoon começou a gravar partes de "Lucifer on the Sofa" em Austin em dezembro de 2020 e as enviou para Fridmann, que produziu a faixa remotamente de seu estúdio Tarbox Road em Fredonia, Nova York.
Até 10 de março de 2020, havia cerca de sete sessões de gravação de Lucifer on the Sofa. As sessões continuaram até que a pandemia do COVID-19 começou a impactar severamente os Estados Unidos em março de 2020, forçando os membros da banda a se abrigarem em suas respectivas casas devido ao lockdown. "Feels Alright" foi a última música a ser trabalhada antes da restrição. Antes da restrição, o álbum estava perto de ser finalizado e a banda esperava terminá-lo por completo no meio do ano, potencialmente lançando-o no outono daquele ano. O período de conclusão esperado do álbum continuou a ser adiado, pois o número de casos aumentou acentuadamente no país, particularmente no Texas, onde a banda estava gravando. Durante o período da restrição, Daniel começou a escrever mais músicas em sua casa. Além disso, ele ocasionalmente dirigiu para Los Angeles para trabalhar no álbum com o guitarrista Alex Fischel. As sessões de gravação completas foram retomadas em setembro de 2020. A essa altura, um total de 30 músicas haviam sido escritas ou gravadas para o álbum. Devido a pandemia, Lucifer on the Sofa foi o álbum de Spoon que teve a gravação mais demorada.

## Promoção e lançamento
Spoon começou a promover o anúncio do novo material em 27 de outubro de 2021, com clipes curtos em suas contas de mídia social ao lado da hashtag "#LOTS". A banda anunciou Lucifer no sofá no dia seguinte e simultaneamente lançou o primeiro single do álbum, "The Hardest Cut". A música foi acompanhada por um videoclipe que a Billboard descreveu como uma "sub-história apropriada de Halloween sobre um assassino empunhando uma faca se preparando para matar sua última vítima". Nos dias 28 e 29 de outubro, a banda transmitiu shows ao vivo, intitulados Back to the Life, que foram filmados em Los Angeles durante o mês anterior. O segundo single de Lucifer on the Sofa, "Wild", que mostra seus padrões de bateria de 'Take on the World' do Judas Priest, foi lançado como um single de 7 polegadas em 10 de dezembro de 2021. A música foi apoiada com um remix de Dennis Bovell no lado B. "Wild" foi lançado como single digital mais tarde em 11 de janeiro de 2022, acompanhado por um videoclipe que prestava homenagem aos filmes de Hollywood Western. Lucifer on the Sofa foi incluído nas listas de "Álbuns Mais Antecipados de 2022" da Paste, Pitchfork, Stereogum, e Vulture. "My Babe" foi lançado em 8 de fevereiro de 2022, como o último single antes do lançamento do álbum. Lucifer on the Sofa foi lançado pela Matador Records em 11 de fevereiro de 2022, em plataformas digitais e fisicamente como um CD e um disco de vinil de 12 polegadas, com alguns varejistas carregando diferentes variações de cores do disco de vinil.

## Recepção crítica
| Críticas profissionais | Críticas profissionais |
| Pontuações agregadas   | Pontuações agregadas   |
| Fonte                  | Avaliação              |
| ---------------------- | ---------------------- |
| Metacritic             | 85/100                 |
| Avaliações da crítica  |                        |
| Fonte                  | Avaliação              |
| Allmusic               | [ 18 ]                 |
| The Austin Chronicle   | [ 19 ]                 |
| The Independent        | [ 20 ]                 |
| The Guardian           | [ 21 ]                 |
| Rolling Stone          | [ 22 ]                 |
| Pitchfork              | 7.4/10                 |
| Slant Magazine         | [ 24 ]                 |

Lucifer on the Sofa foi lançado com ampla aclamação da crítica de música contemporânea. No Metacritic, que atribui uma classificação normalizada de 100, o álbum recebeu uma pontuação média de 85, com base em 20 críticas, o que indica "aclamação universal".  O agregador AnyDecentMusic? deu 8,0 de 10, com base em sua avaliação do consenso crítico.
Michael Hann, do The Guardian, deu ao álbum uma classificação perfeita de cinco estrelas, escrevendo: "Dez álbuns e quase 30 anos em sua carreira, Spoon ainda soa como Spoon: fresco, atemporal e totalmente no controle de seu trabalho".  Jon Dolan da Rolling Stone e Roisin O'Connor do The Independent o consideraram o melhor álbum da banda até hoje.  Em uma crítica A-, Chuck Kerr da Entertainment Weekly chamou-o de "o álbum mais solto e animado do Spoon desde Transference de 2010, que combina o espírito espontâneo desse LP com a produção meticulosa e ganchos melódicos afiados de seu trabalho mais memorável". Uncut elogiou a "precisão e imediatismo" do álbum e chamou o Spoon de "a banda mais consistente do indie rock". Heather Phares, da AllMusic, elogiou as tendências de rock tradicionais do álbum: " Lucifer on the Sofa tem o impacto, o refluxo e o fluxo satisfatórios de um grande show de rock. É um movimento que parece genuíno; não importa o quanto eles reduzam ou melhorem, o rock 'n' roll está no coração da música do Spoon."  Annie Zaleski, do The AV Club, escreveu: " Lucifer on the Sofa é um dos esforços de composição mais focados da banda até agora: cada nota parece deliberadamente colocada e bem construída, com arranjos nítidos, perfurando ganchos e dinâmicas arrebatadoras".  Alfred Soto, da Pitchfork, deu ao álbum uma nota 7,4 de 10, chamando-o de "Back to Basics Album" e lamentando a falta de experimentação que caracterizou Hot Thoughts (2017).
Em uma crítica menos favorável, Charles Lyons-Burt, da Slant Magazine, escreveu: "Spoon chegou a um beco sem saída com Lúcifer no sofá . O álbum gesticula para se libertar de velhos hábitos, mas não apresenta nenhum novo, musicalmente ou não."

## Indicações
O álbum foi nomeado para Melhor Álbum de Rock no Grammy Awards de 2023, marcando a primeira indicação da banda ao prêmio.

## Faixas
Todas as faixas foram produzidas por Mark Rankin e Spoon, exceto "Feels Alright", que contou com a participação de Justin Raisen, e "Lucifer on the Sofa", produzida por Dave Fridmann e Spoon.
| N.º            | Título                     | Duração |  |
| 1.             | "Helds"                    | 4:44    |  |
| 2.             | "The Hardest Cut"          | 3:13    |  |
| 3.             | "The Devil & Mister Jones" | 4:36    |  |
| 4.             | "Wild"                     | 3:13    |  |
| 5.             | "My Babe"                  | 3:47    |  |
| 6.             | "Feels Alright"            | 2:56    |  |
| 7.             | "On the Radio"             | 3:19    |  |
| 8.             | "Astral Jacket"            | 3:46    |  |
| 9.             | "Satellite"                | 3:45    |  |
| 10.            | "Lucifer on the Sofa"      | 5:09    |  |
| Duração total: | Duração total:             | 41:52   |  |